# Emilia Fernández Rodríguez de Cortés
Emilía Fernández Rodríguez de Cortés ou Emília La Canastera (13 de Abril de 1914, Almería, Espanha — 25 de Janeiro de 1939), foi uma jovem cigana que viveu durante a guerra civil espanhola em Tíjola, espanha. Ela é uma mártir da guerra civil espanhola, presa injustamente e famosa por ter rejeitado a sua abdicação de fé na prisão.

## Vida
Seus pais, ambos ciganos, a batizaram assim que ela nasceu, na Iglesia Parroquial de Santa María, em sua cidade. Educadas nos costumes da sua raça, ensinaram-lhe o ofício de fazer cestos de esparto para ganhar a vida honestamente. Embora estivesse apaixonada por Juan Cortés Cortés, também cigano, não pôde se casar devido à perseguição religiosa. Finalmente, eles se uniram no início de 1938 e ela engravidou. Para libertar o marido da participação na frente de batalha, ela untou seus olhos com sulfato e declarou sua inutilidade. Logo foi presa e, apesar da gravidez, ingressou na Prisão Feminina Gachás Colorás, em Almería, em 21 de junho de 1938. Foi julgada e condenada a seis anos de prisão em 8 de julho.
Sua companheira de prisão, senhora María de los Ángeles Roda, disse: “Lembro-me da figura de Emília, aquela cigana de olhos negros muito grandes, alta, com cabelos presos e um laço na nuca, que nos chamou poderosamente a atenção por causa do estado de gravidez deles, já que ali estavam todos muito magros por falta de comida. Simpática, ela falava suavemente, era também muito respeitosa e religiosa. Admirada pela ajuda que alguns presos católicos lhe deram, pediu-lhes que a instruíssem na oração do Rosário. O cruel diretor do presídio, ao perceber sua devoção, prometeu favorecê-la caso denunciasse seus catequistas. Quando a serva de Deus recusou, ela foi isolada em uma cela e submetida a maus-tratos durante a gravidez.

## Morte
Em 13 de janeiro de 1939, deu à luz uma menina e, após o parto, foi-lhe negada qualquer assistência médica. Como escreve o padre Gallego Fábrega: «Na manhã do dia vinte e cinco terminou o martírio da bela cigana de vinte e quatro anos, que morreu abandonada e sozinha, mas sem denunciar a sua catequista, apesar de todas as pressões a que ela foi submetido. » Embora os seus companheiros tenham batizado a sua filha, as autoridades levaram-na embora e nunca mais se ouviu falar dela.

## Beatificação
Emília foi beatificada pelo Papa Francisco em 25 de março de 2017. Sendo sua festa litúrgica no dia 25 de janeiro. Ela foi incluída como parte dos 115 mártires espanhóis e sendo a primeira mulher cigana a ser beatificada.[carece de fontes?]